# El Oro (provins)
El Oro är en provins i södra Ecuador. Den administrativa huvudorten är Machala. Befolkningen beräknas till 525 763 invånare på en yta av 7 700 kvadratkilometer.

## Administrativ indelning
Provinsen är indelad i 14 kantoner:
- Arenillas
- Atahualpa
- Balsas
- Chilla
- El Guabo
- Huaquillas
- Las Lajas
- Machala
- Marcabelí
- Pasaje
- Piñas
- Portovelo
- Santa Rosa
- Zaruma